# 豊島区歌
「豊島区歌」（としまくか）は、東京都豊島区が制定した区歌である。作詞・岡本淳三、作曲・中田喜直。
本記事では、区歌と同時に制定された「豊島民謡」（としまみんよう）についても解説する。

## 解説
1961年（昭和36年）7月に豊島区役所の新庁舎が竣工したことを記念し、区歌と新民謡の2部門で歌詞を懸賞募集した。応募総数は区歌が124篇で、区歌で入選した岡本淳三は平成初期まで懸賞歌謡の常連として有名だった人物である。歌詞の決定後、中田喜直に作曲が依頼されビクターレコードがA面に区歌、B面に「豊島民謡」を収録したシングル盤（規格品番：FS-5390）を製造した。
豊島区役所では「朝の庁内放送時に使用している」とするが、2003年（平成15年）に区制70周年を記念してさだまさしが歌唱する新区民歌「としま未来へ」が制定されて以降は区歌の演奏機会が激減している。

### 豊島民謡
「豊島民謡」（としまみんよう）は「豊島区歌」と同時に歌詞の懸賞募集を経て作成された新民謡である。作詞・池田誠一郎、作曲・大村能章。応募総数58篇から、北区在住の編集者で読売ジャイアンツの球団歌「闘魂こめて」の作詞者（椿三平名義）としても知られる池田の応募作が採用された。
区民音頭として「豊島音頭」と通称される場合もあるが、東京都区部においては豊島区でなく北区豊島の伝統芸能として「豊島音頭」が存在している。